# Ecoferme de Lokoli

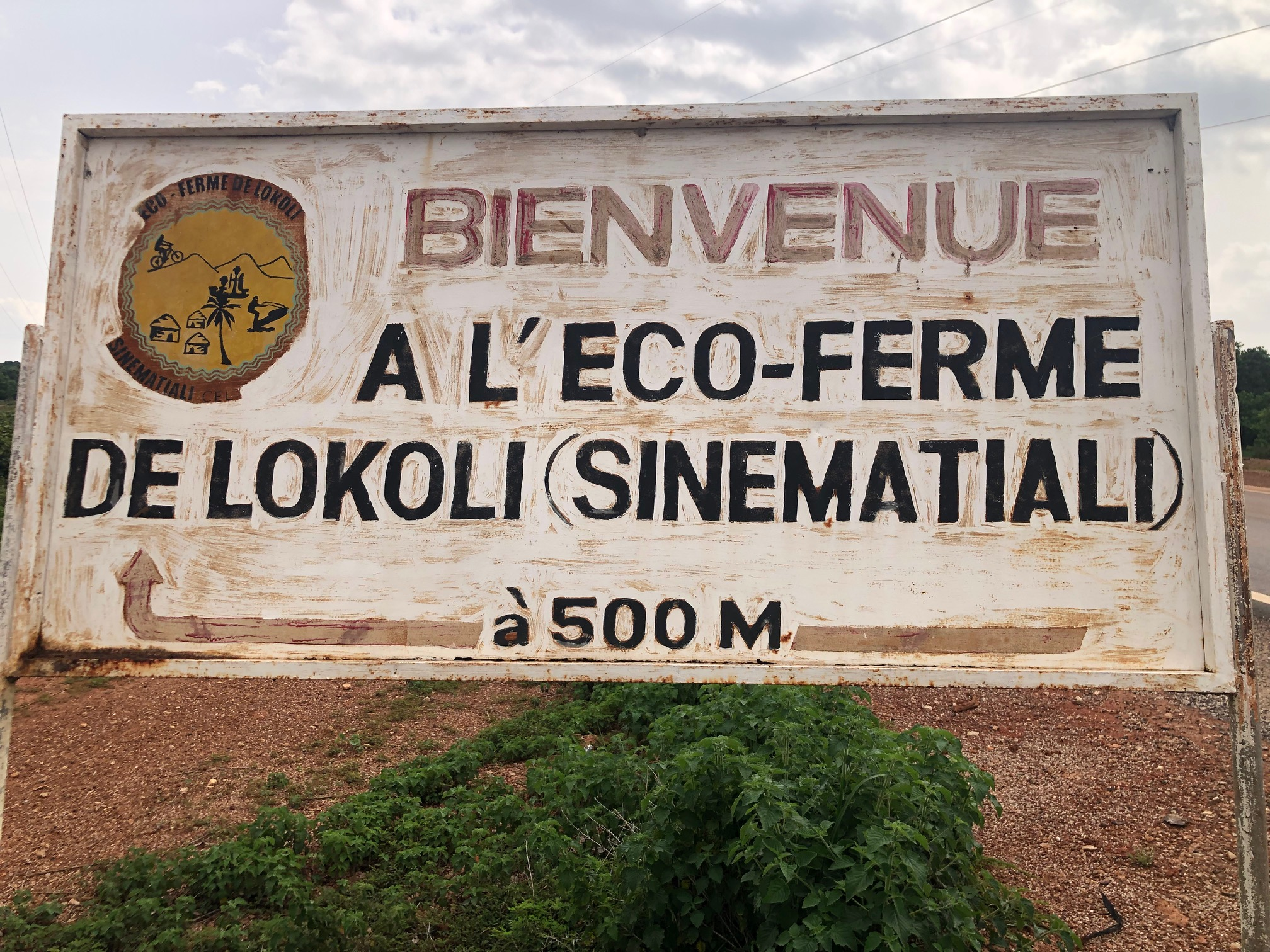
Bienvenue à l'écoferme de Lokoli sise à Sinématiali au nord de la Côte d'Ivoire

L’Ecoferme de Lokoli est un site éco touristique situé au bord du fleuve Bandama dans la région du Poro et à quelques encablures de la ville de Sinématiali. 

## Création
L’écoferme de Lokoli est un site écotouristique, créé en 2019 sous la forme d’une société par actions simplifiées (SAS). Ledit site a son siège social à Abidjan dans la commune de Cocody.  

## Localisation
Le site d’écosystème touristique et ludique de Lokoli est situé à environ 5 kilomètres de la commune de Sinématiali sur une superficie de plus de 180 hectares, au bord du fleuve Bandama.

## Distinction
L’écoferme de Lokoli est sacré meilleur espace de loisirs de l’intérieur du pays en 2023 lors de la deuxième édition des Sublimes Côte d’Ivoire par le ministère du tourisme,,,. 

## Activités accueillies
Le site d’écotourisme abrite régulièrement de nombreuses initiatives de formations au nombre desquelles, nous comptons un programme de formations de Fidèle Gboroton Sarassoro. Ces activités de formation sont dénommées Lokoli leadership Academy. Ces formations visent à former les jeunes de divers domaines aux compétences de leadership et d'engagement communautaire. Ce programme en est aujourd’hui à sa cinquième édition,.
Le 19 juillet 2024, l’écoferme de Lokoli a abrité la journée d’excellence du conseil régional du Poro. Cette journée vise à récompenser les meilleurs élèves de l’année académique 2023-2024. Cette journée enregistre la participation du ministre de l’Éducation nationale et de plusieurs élus locaux.

## Galerie

"Un
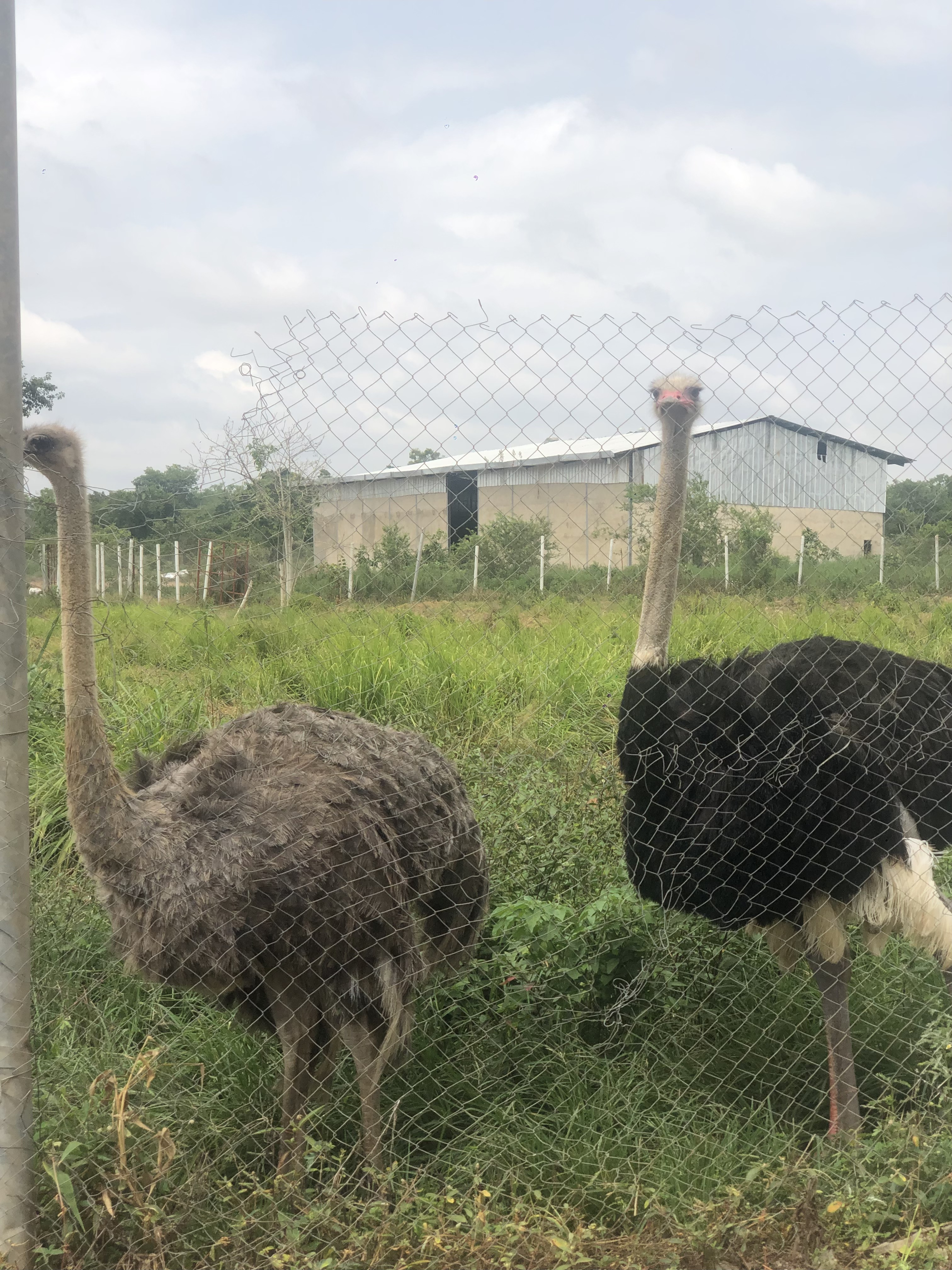
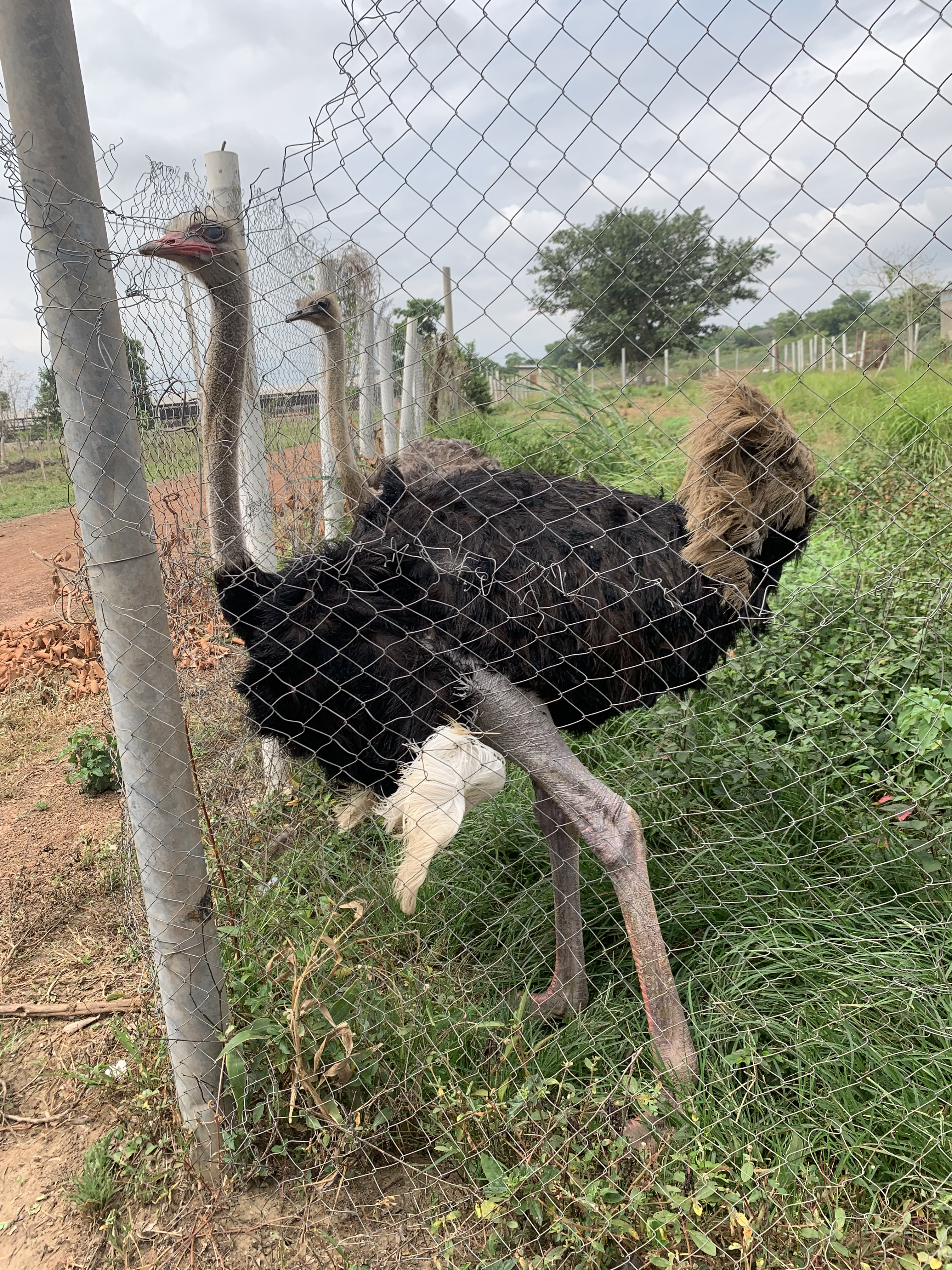
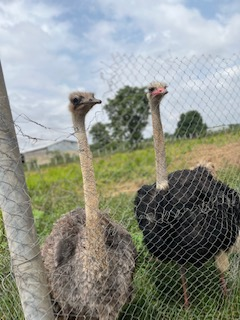

Tortues terrestes
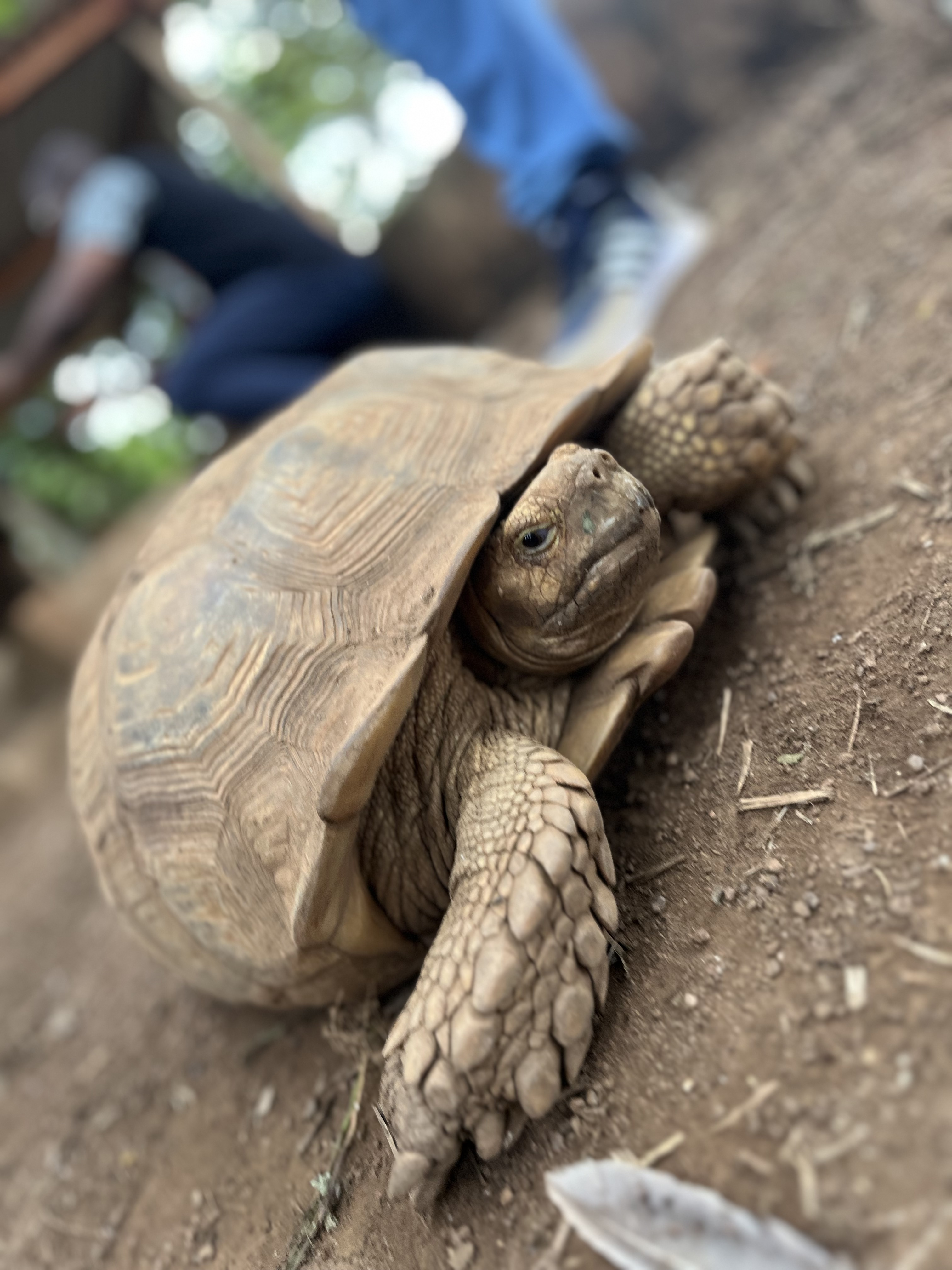
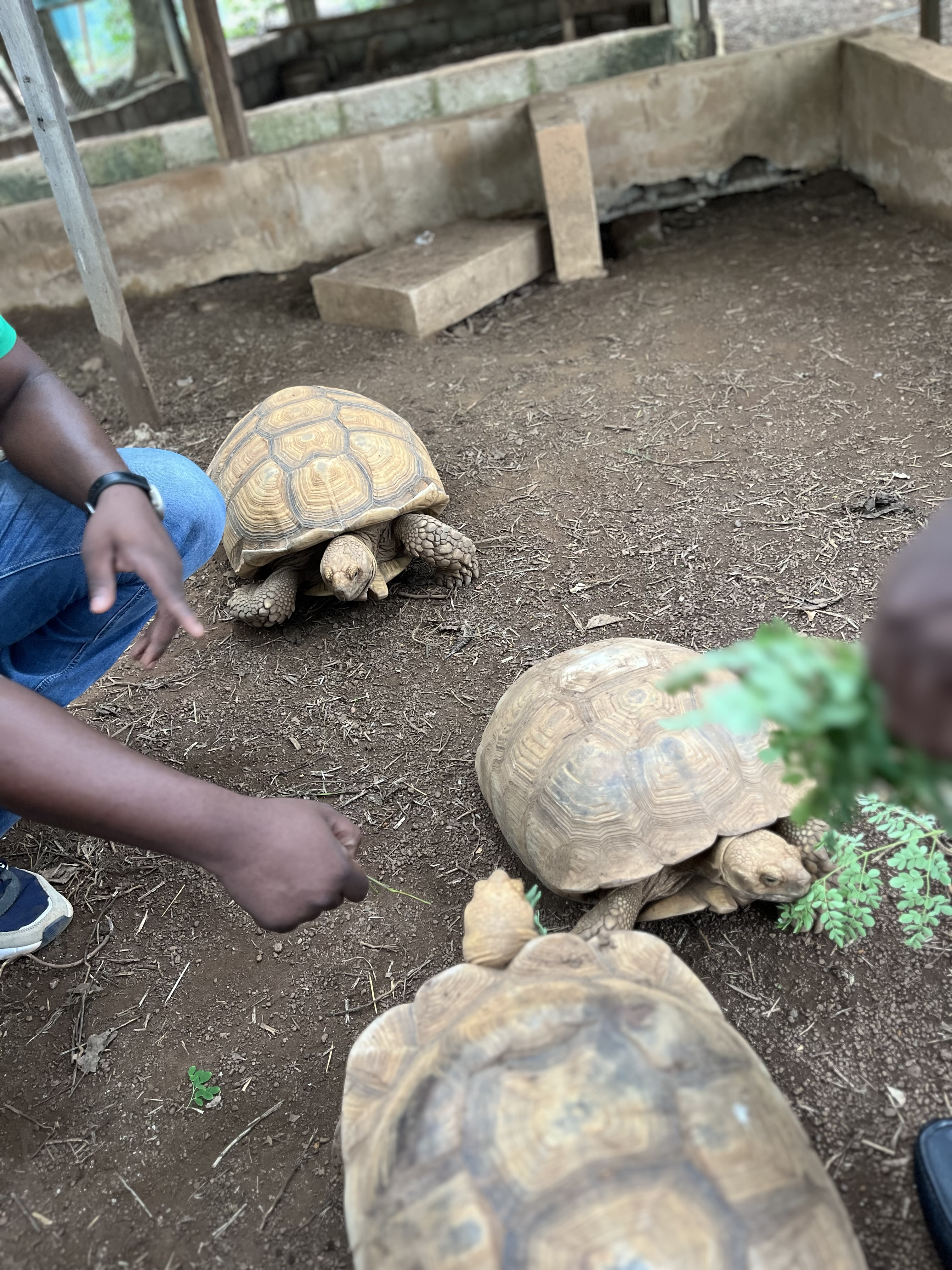
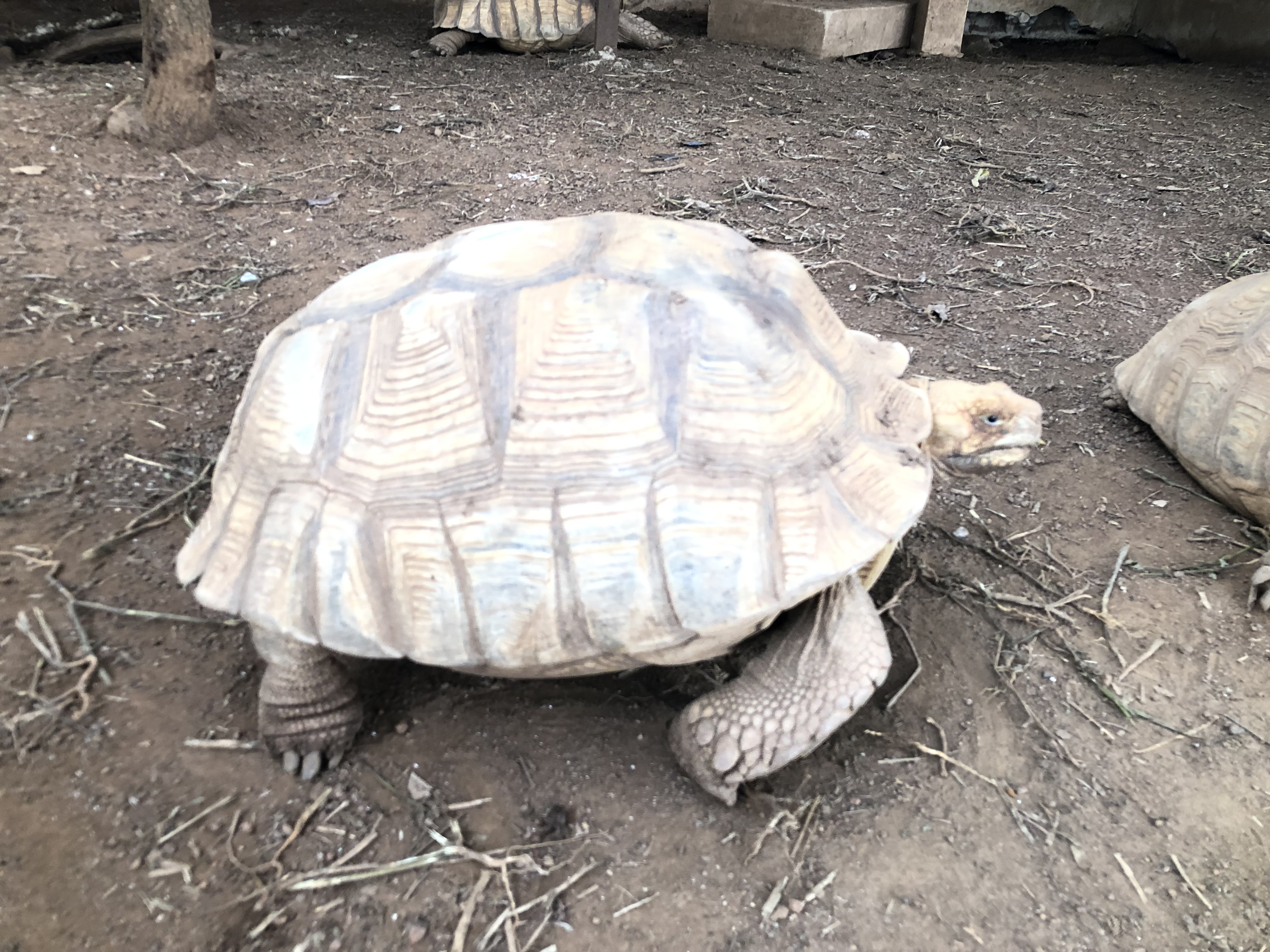

Volailes du parc animalier de Lokoli
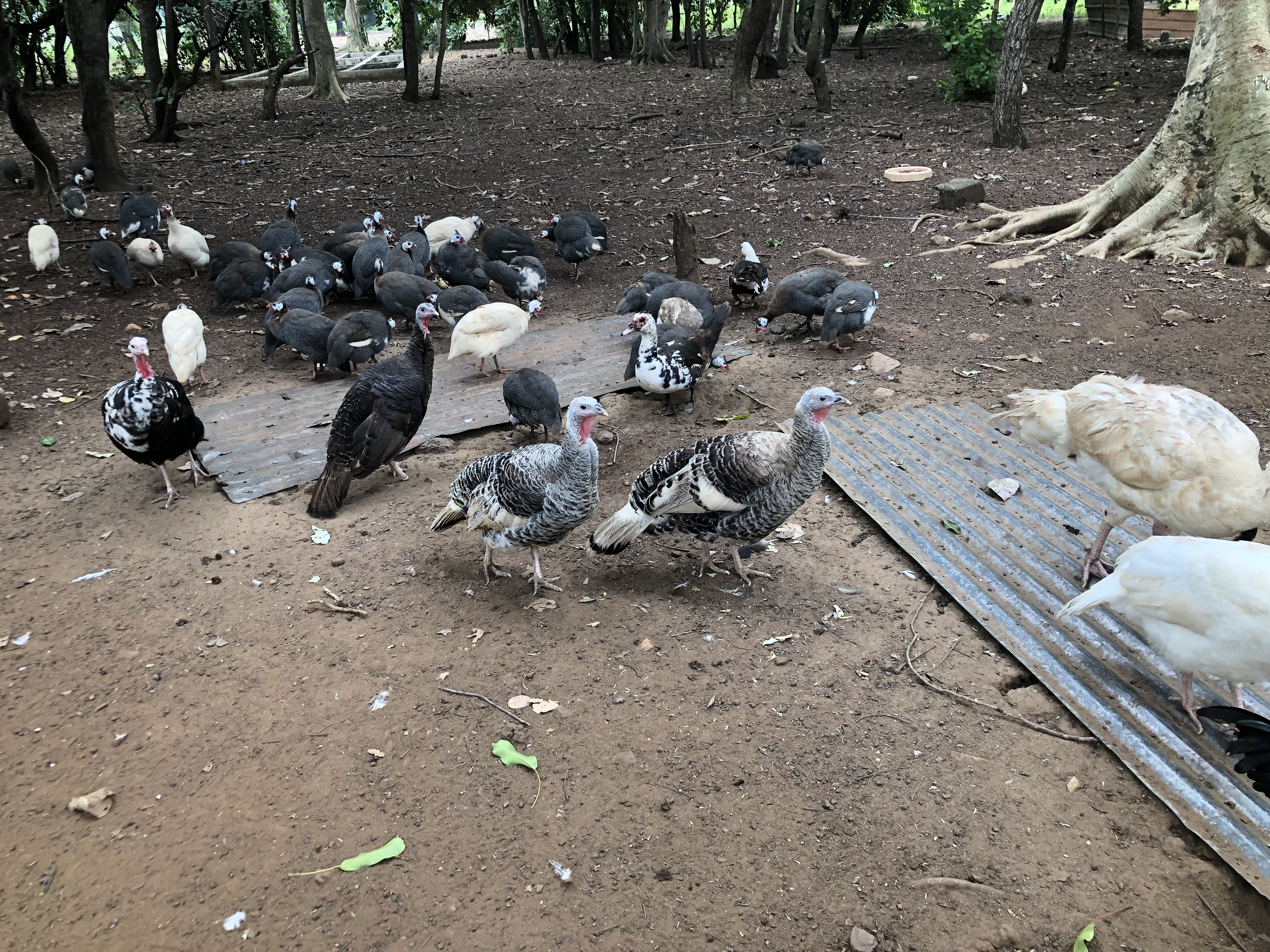
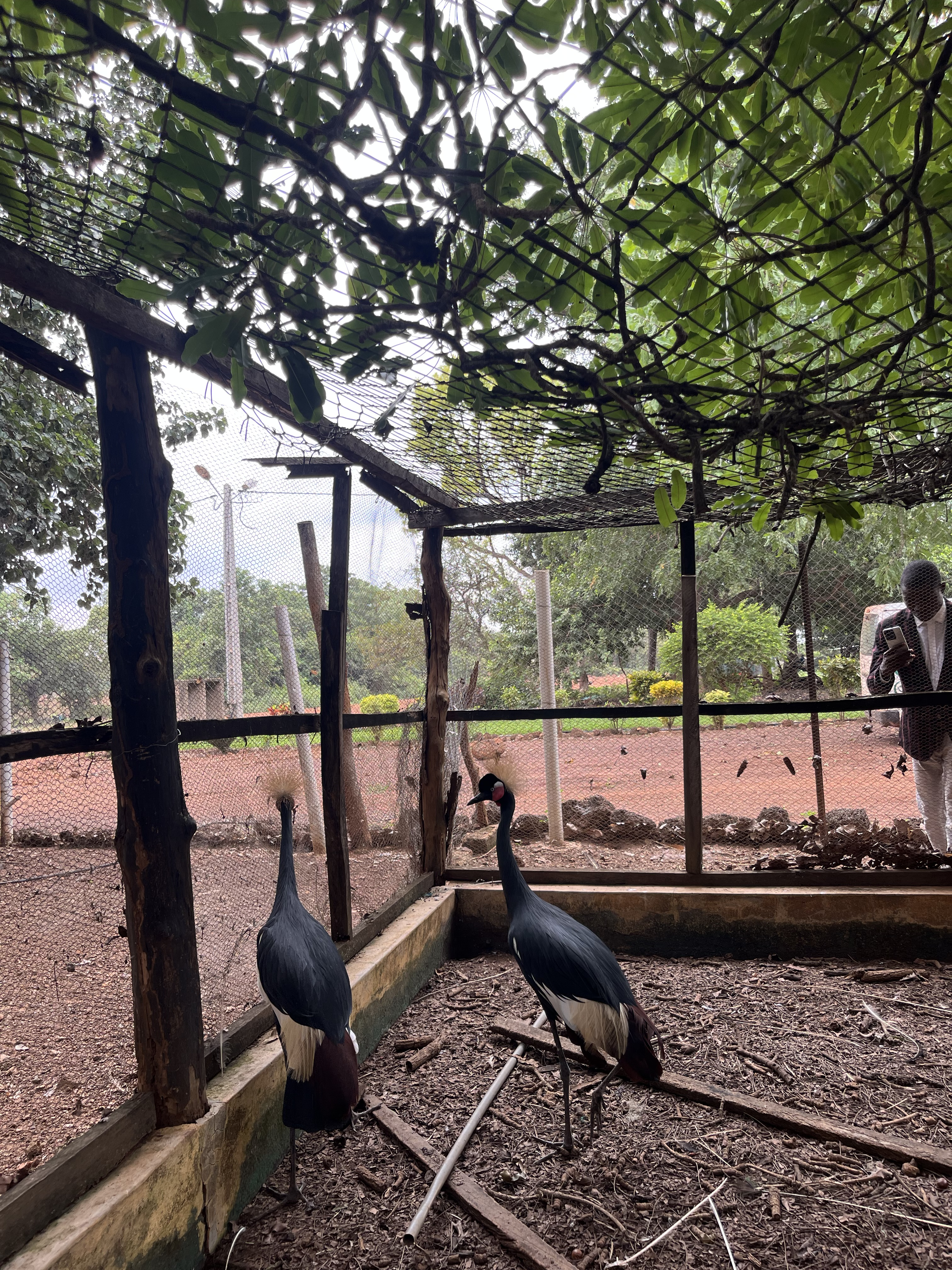
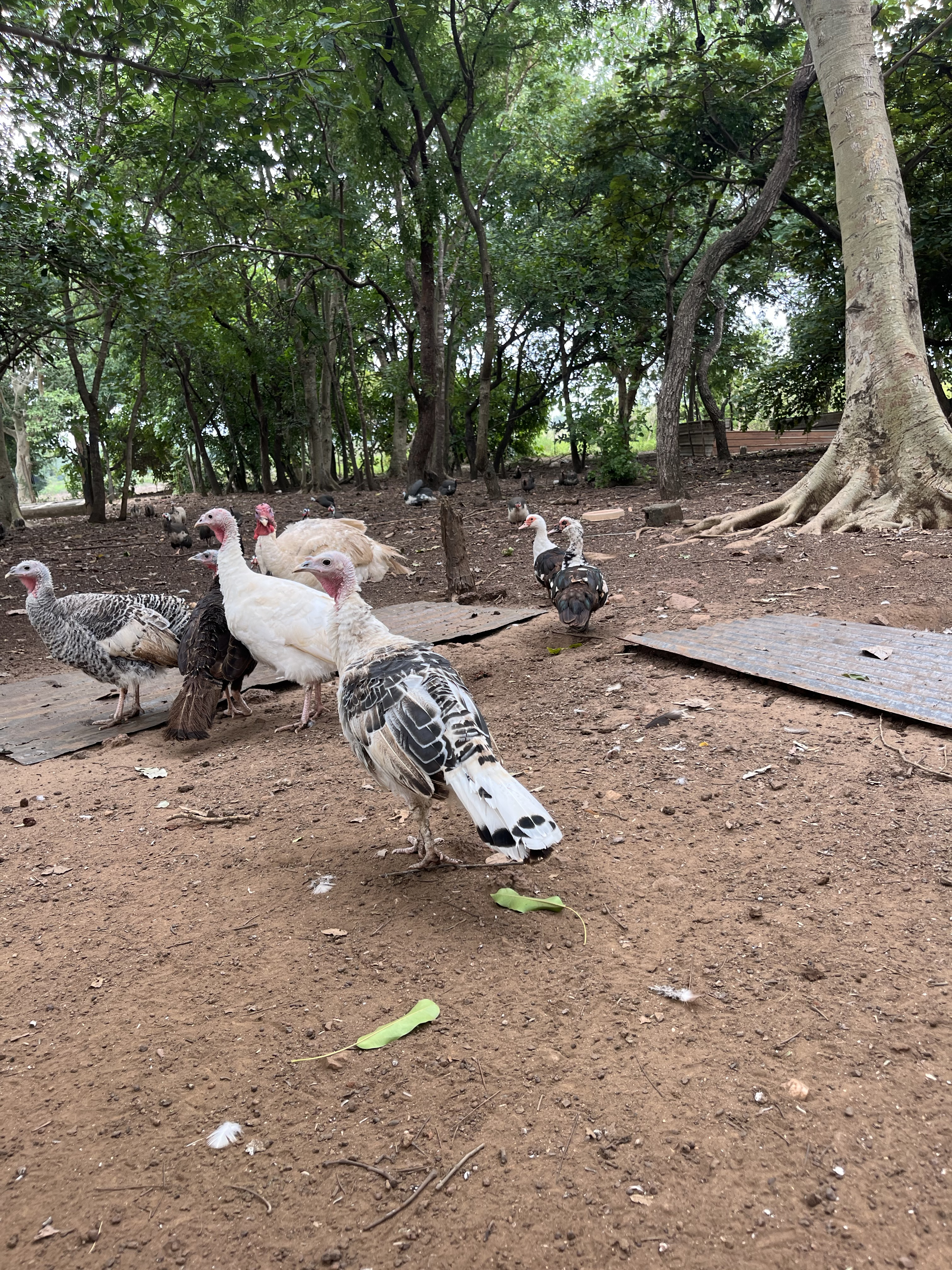

Un arbre de karité à la ferme écotouristique de Lokoli
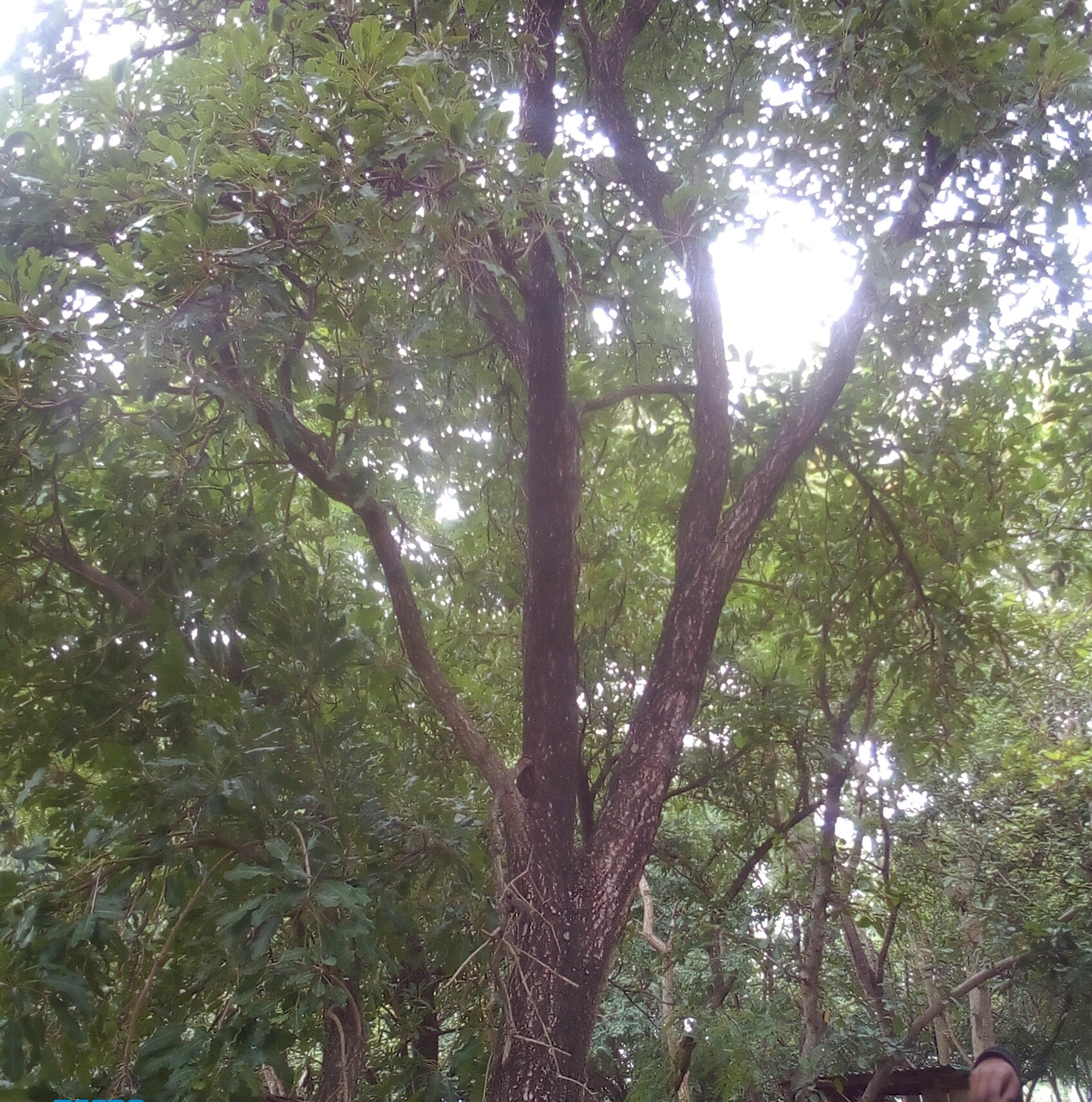

- Un couple d'autruche. L’autruche mâle a un pélage noir avec une couleur blanche vers les pattes et la femelle avec un pélage grisé